# Le Couronnement de la rosière
 (janvier 2025).
Pour plus de détails, voir Fiche technique et Distribution.
Le Couronnement de la rosière est un film de Georges Méliès, sorti en 1896. Actuellement, le film est considéré comme perdu.